# Radio Garden
Radio Garden é um projeto holandês de pesquisa radiofônica e digital, sem fins lucrativos, desenvolvido de 2013 a 2016, pelo Netherlands Institute for Sound and Vision, (sob supervisão de Golo Föllmer, da Martin Luther University of Halle-Wittenberg) pelo Transnational Radio Knowledge Platform e outras 5 universidades europeias. É financiado pelo HERA. Segundo o serviço, a ideia é diminuir as fronteiras a partir do rádio.
Ganhou popularidade em 2016, quando superou a marca de oito mil estações cadastradas. e, conforme anunciado na The Radio Conference 2016: Transnational Encounters, se tornou viral
Até mesmo sites que trabalham em conjunto com interfaces de streaming, como Billboard, demonstraram entusiasmo com a estréia do aplicativo em 2016.

## Funcionamento
A interface do site é tridimensional de geolocalização, onde se navega através de uma representação do globo terrestre, escutando transmissões de estações de rádio locais, remetendo de certo modo, à tecnologia das rádios de ondas curtas, de longas distâncias, mas neste caso, o meio de propagação da edição radiofônica é por pacotes de dados (streaming)
A página inicial, intitulada Live, o utilizador pode explorar no mundo, em tempo real, o que estão transmitindo as rádios locais. Para isso, basta rodar o globo terrestre. Traz ainda informações do país onde está a ser transmitido o sinal, qual a rádio e outras informações relevantes.

## Variedade e design
Dentro do Radio Garden, as rádios são dispostas através de geolocalização e agrupadas por cidades. Segundo sites especializados, o design é formado por esferas esverdeadas sobrepostas ao mapa, que aumentam de tamanho conforme a quantidade de emissoras da região, é responsivo, clean. e foi desenvolvido pelas companhias alemãs Studio Puckey e Studio Moniker em parceria com o holandês Institute for Sound and Vision Estão disponíveis rádios em locais como Alepo, Havana, Sri-Lanka, Londres, Coreia do Norte, São Paulo, além de Nova Iorque, Lisboa, Moscou, etc há até rádios web alternativas, tal qual ocorre em concorrentes como TuneIn.

## Interface e conversão
O site adotou o Domínio de topo genérico .garden, que originalmente era direcionado a profisionais de jardinagem, e, como observado em sites especializados, a interface é toda responsiva e se adapta para qualquer browser e resolução no entanto, o app na Google Play já tem mais de 10.000.000 downloads e está avaliado com nota 4,7/5,0 .
Para a transmissão, o sinal gerado pela emissora deve estar convertido de edição radiofônica para streaming.
O serviço depende de uma conexão com a internet para funcionar. Os formatos de conversão aceitos para streaming são mp3, ogg e aac.